# كوين مارتن
كوين مارتن (بالإنجليزية: Quinn Martin)‏ هو كاتب سيناريو ومنتج تلفزيوني أمريكي، ولد في 22 مايو 1922 في نيويورك في الولايات المتحدة، وتوفي في 5 سبتمبر 1987 في كاليفورنيا في الولايات المتحدة بسبب نوبة قلبية.

## وصلات خارجية
- كوين مارتن على موقع IMDb (الإنجليزية)
- كوين مارتن على موقع الموسوعة البريطانية (الإنجليزية)
- كوين مارتن على موقع ألو سيني (الفرنسية)
- كوين مارتن على موقع أول موفي (الإنجليزية)
- كوين مارتن على موقع قاعدة بيانات الأفلام السويدية (السويدية)
- كوين مارتن على موقع إن إن دي بي (الإنجليزية)
- كوين مارتن على موقع قاعدة بيانات الفيلم (الإنجليزية)
- كوين مارتن على موقع كينوبويسك (الروسية)